# OAV di Lamù
Questa è la lista degli OAV di Lamù, prodotti dal 1985 al 2008 da Kitty Films, Studio Deen (1-3), Magic Bus e da Sunrise (solo l'ultimo), distribuiti in Italia nel 2007 da Yamato Video e trasmessi nel 2011 su Man-Ga ad eccezione del 12° inedito.

## OAV
Gli OAV numero 10 e 11 sono dei collage di spezzoni della serie TV, montati con alcuni inserti originali in modo da creare una nuova storia. Tutti gli altri episodi sono tratti da capitoli del manga che non sono stati trasposti nella serie televisiva anime.
| Nº | Titolo italiano Giapponese 「Kanji」 - Rōmaji | Prima edizione    | Prima edizione                     |
| Nº | Titolo italiano Giapponese 「Kanji」 - Rōmaji | Giapponese        | Italiano (trasmissione televisiva) |
| 1  | Che cosa accadrà nel futuro di Lamù? 「夢の仕掛人・因幡くん登場！ ラムの未来はどうなるっちゃ？」 - Yume no shikakenin, Inaba-kun tōjō! Lum no mirai wa dōnaruccha? | 1º settembre 1987 | 14 gennaio 2011                    |
| 1  | Shinobu, in una calda giornata estiva, incontra uno strano ragazzo: è vestito da coniglio ed è stremato. Il giovane è Inaba, che lavora nel subspazio come "creatore di futuri". Inaba, dopo essersi rifocillato, torna al suo lavoro ma perde la chiave che gli permette di entrare nel mondo magico. Grazie a questa chiave e ad una porta che crea un passaggio tra il mondo reale e quello di Inaba Lamù, Shinobu ed Ataru riusciranno ad entrare nel subspazio. Qui potranno vedere alcuni dei loro possibili futuri, ed avranno anche la possibilità di crearne uno di loro gradimento: non è detto però che le cose che hanno visto si realizzino veramente.                                         |                   |                                    |
| 2  | Gelati arrabbiati 「怒れシャーベット」 - Ikare sherbet | 2 dicembre 1988   | 30 marzo 2011                      |
| 2  | Lamù, Benten e Ran sono ospiti di Oyuki su Nettuno. La donna delle nevi ha creato un allevamento di strani uccelli gelato: basta tirare il loro becco a forma di cono e si ottiene un ottimo gelato, mentre il becco ricresce istantaneamente. Ran porta uno di questi uccelli sulla Terra (dove è estate) per guadagnare vendendo i gelati e non rispetta le raccomandazioni di Oyuki, che le aveva detto di mantenere sempre nella sua gabbietta climatizzata l'uccello-gelato. Il pennuto scappa, e l'alta temperatura lo rende irascibile: inizia subito a sparare gelati che si trasformano in pericolosi proiettili che danneggiano quello che capita a tiro e, soprattutto, la nuova moto di Benten. |                   |                                    |
| 3  | Fidanzati sulla spiaggia 「渚のフィアンセ」 - Nagisa no fiancée | 28 dicembre 1988  | 31 marzo 2011                      |
| 3  | Lamù, Ataru, Shinobu e Shutaro sono in viaggio per raggiungere Ryunosuke e suo padre sull'isola che quest'ultimo ha comprato da un suo caro amico, gestore di un ristorante come lui. Qui incontrano i fantasmi del Sig. Shiowatari (l'amico del padre di Ryunosuke) e di sua figlia Nagisa. I due uomini combinarono un matrimonio tra i rispettivi figli, ed ora lo spirito di Nagisa non può lasciare la Terra perché la ragazza è morta prima di esaudire il suo desiderio di baciare il fidanzato. |                   |                                    |
| 4  | La guardia elettrica 「電気仕掛けの御庭番」 - Denki jikake no oniwaban | 21 agosto 1989    | 1º aprile 2011                     |
| 4  | A Shutaro viene assegnato, come guardia del corpo personale, Shingo: il ragazzo cresciuto nella giungla elettrica. Shingo non pare molto abile nel suo compito di guardia del corpo, e Shutaro gli assegna il compito di tenere sotto controllo la sorella Ryoko. Shingo si innamora di Ryoko, e la ragazza accetta la sua corte (ma solo per fare arrabbiare Shutaro). Ryoko cambierà idea quando scoprirà che Shingo aveva cercato di sposare Lamù, scatenando la sua ira contro il ragazzo. |                   |                                    |
| 5  | Ululo alla Luna 「月に吠える」 - Tsuki ni hoeru | 1º settembre 1989 | 4 aprile 2011                      |
| 5  | Per il tradizionale picnic sotto i ciliegi in fiore Lamù ha preparato dei dolcetti per Ataru. La ricetta, però, non è quella voluta e i dolci hanno un effetto collaterale sugli esseri umani: chi li mangia si trasformerà in un lupo. Ataru ed il Professor Onsen mangiano i dolci ed iniziano a trasformarsi in lupi: litigano con i cani, ululano e prendono sembianze canine. Esiste un antidoto, ma deve essere somministrato entro ventiquattro ore altrimenti la trasformazione sarà definitiva. Lamù prepara l'antidoto e lo somministra a Onsen, ma Ataru fugge: rimangono solo poche ore prima che si trasformi per sempre in un lupo.                                                           |                   |                                    |
| 6  | La capra ed il formaggio 「ヤギさんとチーズ」 - Yagi-san to cheese | 21 dicembre 1989  | 5 aprile 2011                      |
| 6  | Nel giardino di casa Mendo c'è la statua di una capra su cui aleggia una maledizione: se viene scattata una foto a delle persone con la statua sullo sfondo si materializzerà il fantasma della capra, e le persone fotografate moriranno. Il padre di Shutaro ha scattato delle foto a lui, Shinobu, Ataru e Lamù e la capra fantasma appare nelle foto appena sviluppate. Il destino dei ragazzi pare segnato, ma per sfuggire al fantasma della capra chiederanno l'aiuto di Sakura e dei suoi esorcismi. |                   |                                    |
| 7  | Prendimi il cuore 「ハートをつかめ」 - Haert wo tsukame | 27 dicembre 1989  | 6 aprile 2011                      |
| 7  | Lamù recupera un sacchetto di caramelle abbandonato da Ran. Queste caramelle sono speciali: se si mangiano si materializza un cuore, e la persona che lo prenderà sarà oggetto dell'amore di chi ha mangiato la caramella. Lamù non conosce gli effetti e mangia una caramella; quando Ataru vede cosa succede a chi prende il cuore di Lamù (Megane, che ha un infarto quando la ragazza sta per baciarlo, e Shutaro) cerca di approfittare della situazione. Ataru prende le caramelle per darle alle ragazze (e rubare i loro cuori), ma in breve tempo sono in troppi a mangiarle ed a lottare per prendersi i cuori.                                                                                   |                   |                                    |
| 8  | Il terrore degli occhioni 「乙女ばしかの恐怖」 - Otome bashika no kyōfu | 21 giugno 1991    | 7 aprile 2011                      |
| 8  | Ten ha preso una malattia molto contagiosa: il morbillo dagli occhioni femminei, che trasforma lo sguardo degli ammalati in quello dolce e con grandi occhi tipico delle fanciulle. La malattia, che colpisce solo i maschi, si cura facilmente: una iniezione e tre giorni di riposo assoluto. Ten contagia Ataru: entrambi vengono curati da Lamù, ma Ataru non ne vuole sapere di stare a riposo e se ne va in giro per la città diffondendo il virus. |                   |                                    |
| 9  | Appuntamento con un fantasma 「霊魂とデート」 - Reikon to date | 21 giugno 1991    | 8 aprile 2011                      |
| 9  | Tsubame trova nel suo letto Maiko, una ragazzina che dice di essersi innamorata perdutamente di lui. Maiko è un fantasma, che Tsubame aveva salvato da uno spettro malvagio la sera prima. La ragazzina ha litigato con il suo fidanzato Mamoru (anche lui un fantasma) e vuole rimanere con Tsubame. Sakura riuscirà ad evocare Mamoru e portarlo sulla Terra: i due fantasmi si riappacificheranno e torneranno nel loro mondo. |                   |                                    |
| 10 | Il tea party di Ryoko 「了子の9月のお茶会」 - Ryōko no Kyūgatsu no ochakai | 24 settembre 1985 | 11-12 aprile 2011                  |
| 10 | Ryoko vuole festeggiare l'inizio dell'autunno con un tea-party al quale invita le ragazze di Tomobiki che hanno un rapporto di amicizia con la famiglia Mendo. Le invitate sono Lamù, Shinobu, Ran, Ryunosuke ed Asuka alle quali si aggiungono Ten, Kitsune, il gatto Kotatsu e Sakurambo. Davanti ad una calda tazza di tè Ryoko ricorda come ha conosciuto le sue amiche, e chiede alle altre ragazze di raccontare in quale occasione si sono incontrate tra di loro ed alcuni degli eventi che hanno vissuto insieme. |                   |                                    |
| 11 | Memorial album 「メモリアル・アルバム アイム ＴＨＥ 終ちゃん」 - Memorial Album – I'm the Shū-chan | 15 settembre 1986 | 13 aprile 2011                     |
| 11 | Uno dei satelliti di osservazione della famiglia Mendo ha trascorso tutta la sua esistenza scrutando la città di Tomobiki; durante il suo lavoro ha visto molte delle avventure di Lamù e del resto della compagnia di amici che frequentano il Liceo Tomobiki, e adesso inizia a provare simpatia ed affetto per i terrestri. Il satellite prende una decisione: non sarà più lo spettatore di quanto accade sulla Terra, ma proverà a vivere la sua vita nella speranza di provare le emozioni proprie degli uomini andandosene in giro per lo spazio. |                   |                                    |
| 12 | Corsa di nuoto ad ostacoli 「ザ・障害物水泳大会」 - The Shōgaibutsu suiei taikai | 23 dicembre 2008  | -                                  |